# Calgary Flames
Calgary Flames är en kanadensisk ishockeyorganisation vars lag är baserat i Calgary i Alberta och som har varit medlemsorganisation i NHL sedan den 9 november 1971. De hette då Atlanta Flames och var baserad i den amerikanska delstaten Georgias största stad Atlanta fram tills den 24 juni 1980 när Flames flyttades till Calgary. Hemmaarenan är Scotiabank Saddledome och invigdes den 15 oktober 1983 som Olympic Saddledome i och med de olympiska vinterspelen 1988. Laget spelar i Pacific Division tillsammans med Anaheim Ducks, Edmonton Oilers, Los Angeles Kings, San Jose Sharks, Seattle Kraken, Vancouver Canucks och Vegas Golden Knights.
Flames har vunnit Stanley Cup en gång och det var säsongen 1988–1989. Laget har haft en del namnkunniga spelare genom åren som Jarome Iginla, Al MacInnis, Miikka Kiprusoff, Theoren Fleury, Håkan Loob, Joe Nieuwendyk, Kent Nilsson, Gary Roberts, Sergej Makarov, Doug Gilmour, Joe Mullen, Phil Housley, Gary Suter, Lanny McDonald, Johnny Gaudreau, Jay Bouwmeester, Mike Vernon och Mark Giordano.

## Historia

### Åren i Atlanta
Då World Hockey Association startade 1972 skapades Atlanta Flames av ägargruppen av NBA-laget Atlanta Hawks för att jämna ut spelschemat, då ett andra NHL-lag i New York startats 1971 för att på ett lagligt sätt hålla WHA:s New York Raiders utanför den nybyggda arenan Nassau Coliseum.
Tiden i Atlanta var framgångsrik jämfört med andra nya NHL-lag, med sex slutspel under åtta år laget fanns i Atlanta. Laget led dock av sviktande ekonomi delvis för att arenan The Omni var en av de sista som byggdes utan lounger.
1980 såldes laget till en grupp affärsmän från Calgary för 16 miljoner USD, vilket var den högsta summan ett NHL-lag köpts för.

### Första åren i Calgary (1980–1983)
Lagets första säsong i Calgary blev en succé. I grundserien blev laget, ledda av Kent Nilssons 49 mål och 131 poäng totalt, 3:e bästa laget. Stanley Cup-slutspelet samma år inleddes med en seger mot Chicago Blackhawks med 3–0 i matcher vilket följdes upp med seger mot Philadelphia Flyers, 4–3, innan man förlorade semifinalen mot Minnesota North Stars, 2–4.
Efter den tidiga framgången följde några magra år där man förvisso tog sig till slutspel men åkte ur i första eller andra omgången. Detta berodde mycket på att lagets general manager Cliff Fletcher valde att göra sig av med spelare som varit med sedan tiden i Atlanta, bland andra Kent Nilsson. Istället tog man in spelare som man kunde bygga på i framtiden.

### De goda åren (1984–1992)
Cliff Fletchers ändringar i laget 1982 ledde till att laget blev ett av de bästa i ligan under mitten av 1980-talet och början av 1990-talet till exempel misslyckades man endast en gång att ta 90 poäng i grundserien mellan 1984 och 1991. Trots de stora framgångarna under seriespelet lyckades man inte omsätta detta i framgångar under slutspel detta beroende på att man fick möta ärkerivalen Edmonton Oilers tidigt i slutspelet. Betraktare av ligan ansåg att Calgary Flames och Edmonton Oilers var ligans bästa lag under den här perioden.
1986 hade man tagit in spelare som Lanny McDonald, Joe Mullen, Gary Suter, Al MacInnis och målvakten Mike Vernon. Under grundserien detta år hade man lyckats placera sig 6:a. I slutspelet lyckades man i första omgången slå ut Winnipeg Jets i tre raka matcher för att följa upp detta med segrar mot Edmonton Oilers och St. Louis Blues med 4–3. I finalen hade laget ingen chans mot Montreal Canadiens som vann en serie över fem matcher.
1988 tradade laget den framtida superstjärnan Brett Hull och Steve Bozek mot Rob Ramage och Rick Wamsley från St. Louis Blues. På avstånd kan man tycka att detta var en katastrofal trade för Calgary Flames i och med att Brett Hull utvecklades till en av NHL:s bästa målskyttar men de spelare man fick in i laget är en stor anledning till att Flames tog sin första och hitintills enda Stanley Cup-seger. Efter den avgörande finalmatchen meddelade lagkaptenen Lanny McDonald att han drog sig tillbaka från hockeyn.

### Nedgången (1992–2002)
Cliff Fletcher efterträddes som general manager av Doug Risebrough som snart tradade Doug Gilmour och fyra andra spelare till Toronto Maple Leafs. Detta ledde till att Flames hamnade i en utförsbacke, trots att Theoren Fleury utvecklades till en superstjärna. 1992 missade Flames slutspelet för första gången sedan 1975 då de fortfarande var i Atlanta.
Laget tog sig tillfälligt ur svackan och nådde slutspel de tre följande åren men tog sig inte vidare från första omgången något av åren. Ett större problem var att laget fick allt svårare att behålla sina spelare allteftersom lönenivån i ligan ökade snabbt under 1990-talet. 1997 missade Flames slutspelet, efter att föregående år ha vunnit sin andra raka divisionstitel, för att inte ta sig tillbaka förrän sju år senare. En av få höjdpunkter för laget under denna period var Jarome Iginla.

### Återkomsten (2003–)
Efter flera tunga år lyckades Flames 2004 åter ta sig tillbaka till slutspelet. Detta lyckades man med framförallt på grund av värvningen av målvakten Miikka Kiprusoff som storspelade från det att han kom till laget från San Jose Sharks. Bara att man klarade av att ta sig till slutspel var en stor framgång för laget men det var ingenting jämfört med slutspelet. Som första kanadensiska lag på tio år lyckades man ta sig till finalen där man pressade Tampa Bay Lightning till sju matcher. Vissa hävdar dessutom att Flames blev bestulna på segern när domarna inte dömde mål på Martin Gelinas skott sent i sjätte matchen.

### Stanley Cup–spel

#### 1980–talet
- 1981 – Förlorade i tredje ronden mot Minnesota North Stars med 4–2 i matcher.
- 1988 – Förlorade i andra ronden mot  Edmonton Oilers med 4–0 i matcher.
- 1989 – Vann finalen mot Montreal Canadiens med 4–2 i matcher.
  - Theoren Fleury, Doug Gilmour, Jiří Hrdina, Mark Hunter, Tim Hunter, Håkan Loob, Al MacInnis, Brian MacLellan, Jamie Macoun, Brad McCrimmon, Lanny McDonald (C), Joe Mullen, Dana Murzyn, Ric Nattress, Joe Nieuwendyk, Joel Otto, Colin Patterson, Sergej Prjachin, Jim Peplinski (C), Rob Ramage, Gary Roberts, Ken Sabourin, Gary Suter, Rick Wamsley & Mike Vernon – Terry Crisp

#### 1990–talet
- 1990 – Förlorade i första ronden mot Los Angeles Kings med 4–2 i matcher.
- 1999 – Missade slutspel.

#### 2000-talet
- 2000 – Missade slutspel.
- 2009 – Förlorade i första ronden mot Chicago Blackhawks med 4–2 i matcher.

#### 2010–talet
- 2010 – Missade slutspel.
- 2019 – Förlorade i första ronden mot Colorado Avalanche med 4-1 i matcher.

#### 2020–talet
- 2020 – Förlorade i första ronden mot Dallas Stars med 4-2 i matcher.
- 2025 – Missade slutspel.

## Nuvarande spelartrupp

### Spelartruppen 2025/2026
Senast uppdaterad: 17 juli 2025.

Alla spelare som har kontrakt med Calgary Flames och har spelat för dem under aktuell säsong listas i spelartruppen. Spelarnas löner är i amerikanska dollar och är vad de skulle få ut om de vore i NHL-truppen under hela grundserien (oktober–april). Löner i kursiv stil är ej bekräftade.
| Målvakter                                                                                     | Målvakter | Målvakter              | Målvakter          | Målvakter   | Målvakter | Målvakter | Målvakter      | Målvakter                 | Målvakter | Målvakter |
| Nr                                                                                            |           | Namn                   | Namn               | Lön 25/26   |           | Kontrakt  | Kom till laget | Kom ifrån                 |           |           |
| --------------------------------------------------------------------------------------------- | --------- | ---------------------- | ------------------ | ----------- | --------- | --------- | -------------- | ------------------------- | --------- | --------- |
| 1                                                                                             | USA       | Devin Cooley           | Devin Cooley       | $775 000    | [ 10 ]    | 2026      | 2024           | San Jose Sharks           |           |           |
| 32                                                                                            | USA       | Dustin Wolf            | Dustin Wolf        | $850 000    | [ 11 ]    | 2026      | 2023           | Calgary Wranglers         |           |           |
| --                                                                                            | Ryssland  | Ivan Prosvetov         | Ivan Prosvetov     | $950 000    | [ 12 ]    | 2026      | 2025           | HK CSKA Moskva            |           |           |
| --                                                                                            | Kanada    | Owen Say               | Owen Say           | $872 500    | [ 13 ]    | 2026      | 2025           | Notre Dame Fighting Irish |           |           |
| --                                                                                            | Ryssland  | Arseni Sergejev        | Arseni Sergejev    | $865 000    | [ 14 ]    | 2027      | 2025           | Penn State Nittany Lions  |           |           |
| Backar                                                                                        |           |                        |                    |             |           |           |                |                           |           |           |
| Nr                                                                                            |           | Namn                   | Namn               | Lön 25/26   |           | Kontrakt  | Kom till laget | Kom ifrån                 |           |           |
| 4                                                                                             | Sverige   | Rasmus Andersson       | Rasmus Andersson   | $4 550 000  | [ 15 ]    | 2026      | 2018           | Stockton Heat             |           |           |
| 7                                                                                             | Kanada    | Kevin Bahl             | Kevin Bahl         | $5 350 000  | [ 16 ]    | 2031      | 2024           | New Jersey Devils         |           |           |
| 24                                                                                            | Kanada    | Jake Bean              | Jake Bean          | $1 750 000  | [ 17 ]    | 2026      | 2024           | Columbus Blue Jackets     |           |           |
| 37                                                                                            | Ryssland  | Jan Kuznetsov          | Jan Kuznetsov      | $775 000    | [ 18 ]    | 2027      | 2024           | Calgary Wranglers         |           |           |
| 44                                                                                            | Kanada    | Joel Hanley            | Joel Hanley        | $1 750 000  | [ 19 ]    | 2027      | 2024           | Dallas Stars              |           |           |
| 48                                                                                            | USA       | Hunter Brzustewicz     | Hunter Brzustewicz | $950 000    | [ 20 ]    | 2027      | 2024           | Kitchener Rangers         |           |           |
| 52                                                                                            | Kanada    | MacKenzie Weegar       | MacKenzie Weegar   | $6 250 000  | [ 21 ]    | 2031      | 2022           | Florida Panthers          |           |           |
| 59                                                                                            | Kanada    | Étienne Morin          | Étienne Morin      | $895 000    | [ 22 ]    | 2028      | 2024           | Calgary Wranglers         |           |           |
| 62                                                                                            | Ryssland  | Daniil Miromanov       | B/HF               | $1 250 000  | [ 23 ]    | 2026      | 2024           | Vegas Golden Knights      |           |           |
| 72                                                                                            | Kanada    | Jérémie Poirier        | Jérémie Poirier    | $775 000    | [ 24 ]    | 2026      | 2022           | Saint John Sea Dogs       |           |           |
| 89                                                                                            | Kanada    | Zayne Parekh           | Zayne Parekh       | $975 000    | [ 25 ]    | 2027      | 2024           | Saginaw Spirit            |           |           |
| 94                                                                                            | Kanada    | Brayden Pachal         | Brayden Pachal     | $1 187 500  | [ 26 ]    | 2027      | 2024           | Vegas Golden Knights      |           |           |
| 98                                                                                            | Belarus   | Illja Salaŭjoŭ         | Illja Salaŭjoŭ     | $775 000    | [ 27 ]    | 2026      | 2025           | Calgary Wranglers         |           |           |
| --                                                                                            | Turkiet   | Nick Cicek             | Nick Cicek         | $775 000    | [ 28 ]    | 2026      | 2025           | Adler Mannheim            |           |           |
| --                                                                                            | Ryssland  | Artiom Grusjnikov      | Artiom Grusjnikov  | $800 000    | [ 29 ]    | 2026      | 2024           | Texas Stars               |           |           |
| Forwards                                                                                      |           |                        |                    |             |           |           |                |                           |           |           |
| Nr                                                                                            |           | Namn                   | Pos                | Lön 25/26   |           | Kontrakt  | Kom till laget | Kom ifrån                 |           |           |
| 6                                                                                             | Kanada    | Rory Kerins            | C/VF               | $775 000    | [ 30 ]    | 2026      | 2025           | Calgary Wranglers         |           |           |
| 10                                                                                            | Kanada    | Jonathan Huberdeau − A | VF/HF              | $10 500 000 | [ 31 ]    | 2031      | 2022           | Florida Panthers          |           |           |
| 11                                                                                            | Sverige   | Mikael Backlund − C    | C                  | $4 500 000  | [ 32 ]    | 2026      | 2010           | Abbotsford Heat           |           |           |
| 15                                                                                            | Kanada    | Dryden Hunt            | VF/HF              | $825 000    | [ 33 ]    | 2027      | 2025           | Calgary Wranglers         |           |           |
| 16                                                                                            | Kanada    | Morgan Frost           | C                  | $4 375 000  | [ 34 ]    | 2027      | 2025           | Philadelphia Flyers       |           |           |
| 17                                                                                            | Belarus   | Jahor Sjaranhovitj     | YF/C               | $5 750 000  | [ 35 ]    | 2030      | 2023           | New Jersey Devils         |           |           |
| 20                                                                                            | USA       | Blake Coleman          | HF/VF              | $4 900 000  | [ 36 ]    | 2027      | 2021           | Tampa Bay Lightning       |           |           |
| 27                                                                                            | USA       | Matt Coronato          | HF/VF              | $7 000 000  | [ 37 ]    | 2032      | 2023           | Harvard Crimson           |           |           |
| 36                                                                                            | Ryssland  | Ajdar Sunjev           | VF                 | $950 000    | [ 38 ]    | 2027      | 2025           | UMass Minutemen           |           |           |
| 42                                                                                            | Slovakien | Samuel Honzek          | VF                 | $950 000    | [ 39 ]    | 2028      | 2023           | Vancouver Giants          |           |           |
| 43                                                                                            | Tjeckien  | Adam Klapka            | HF/C               | $1 250 000  | [ 40 ]    | 2027      | 2024           | Calgary Wranglers         |           |           |
| 45                                                                                            | USA       | Sam Morton             | VF                 | $775 000    | [ 41 ]    | 2026      | 2024           | Minnesota State Mavericks |           |           |
| 58                                                                                            | Kanada    | Justin Kirkland        | VF/HF              | $900 000    | [ 42 ]    | 2026      | 2024           | Tucson Roadrunners        |           |           |
| 61                                                                                            | Kanada    | Clark Bishop           | C/VF               | $775 000    | [ 43 ]    | 2026      | 2025           | Calgary Wranglers         |           |           |
| 65                                                                                            | Sverige   | William Strömgren      | VF                 | $917 500    | [ 44 ]    | 2026      | 2023           | Rögle BK                  |           |           |
| 70                                                                                            | Kanada    | Ryan Lomberg           | VF                 | $2 000 000  | [ 45 ]    | 2026      | 2024           | Florida Panthers          |           |           |
| 74                                                                                            | Kanada    | Lucas Ciona            | VF                 | $775 000    | [ 46 ]    | 2026      | 2022           | Seattle Thunderbirds      |           |           |
| 76                                                                                            | Slovakien | Martin Pospíšil        | HF                 | $1 000 000  | [ 47 ]    | 2029      | 2023           | Calgary Wranglers         |           |           |
| 86                                                                                            | USA       | Joel Farabee           | VF/HF              | $5 750 000  | [ 48 ]    | 2028      | 2025           | Philadelphia Flyers       |           |           |
| 87                                                                                            | Kanada    | Parker Bell            | VF                 | $857 500    | [ 49 ]    | 2026      | 2023           | Calgary Wranglers         |           |           |
| 91                                                                                            | Kanada    | Nazem Kadri            | C                  | $7 000 000  | [ 50 ]    | 2029      | 2022           | Colorado Avalanche        |           |           |
| --                                                                                            | Kanada    | Andrew Basha           | VF                 | $872 500    | [ 51 ]    | 2028      | 2025           | Medicine Hat Tigers       |           |           |
| --                                                                                            | Kanada    | Jacob Battaglia        | HF/VF              | $897 500    | [ 52 ]    | 2028      | 2025           | Kingston Frontenacs       |           |           |
| --                                                                                            | Ryssland  | Matvej Gridin          | HF                 | $975 000    | [ 53 ]    | 2028      | 2024           | Muskegon Lumberjacks      |           |           |
| --                                                                                            | Kanada    | Carter King            | C/VF               | $872 500    | [ 54 ]    | 2026      | 2025           | Denver Pioneers           |           |           |
| Positioner: C – HF – VF – YF \| C = Lagkapten; A = Assisterande lagkapten \| = Långtidsskadad |           |                        |                    |             |           |           |                |                           |           |           |

#### Spelargalleri

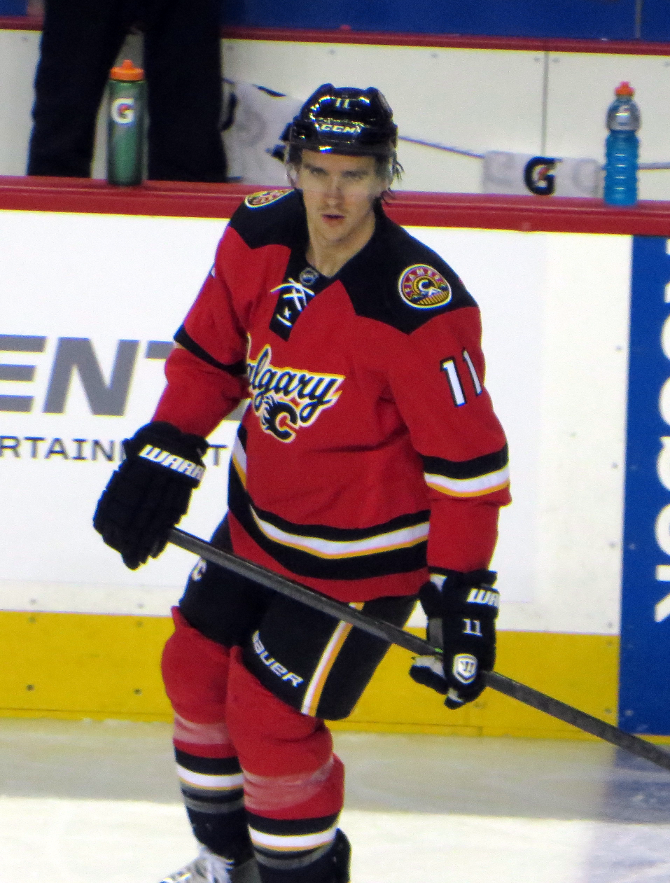
Mikael Backlund
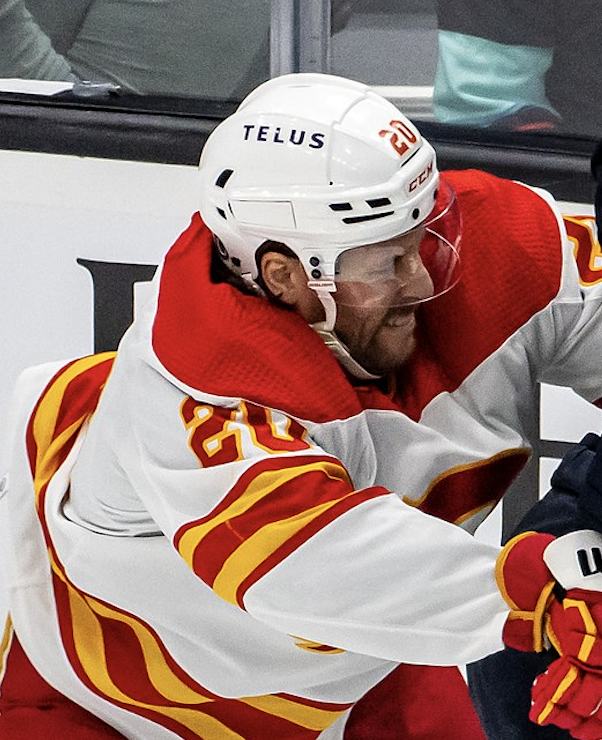
Blake Coleman
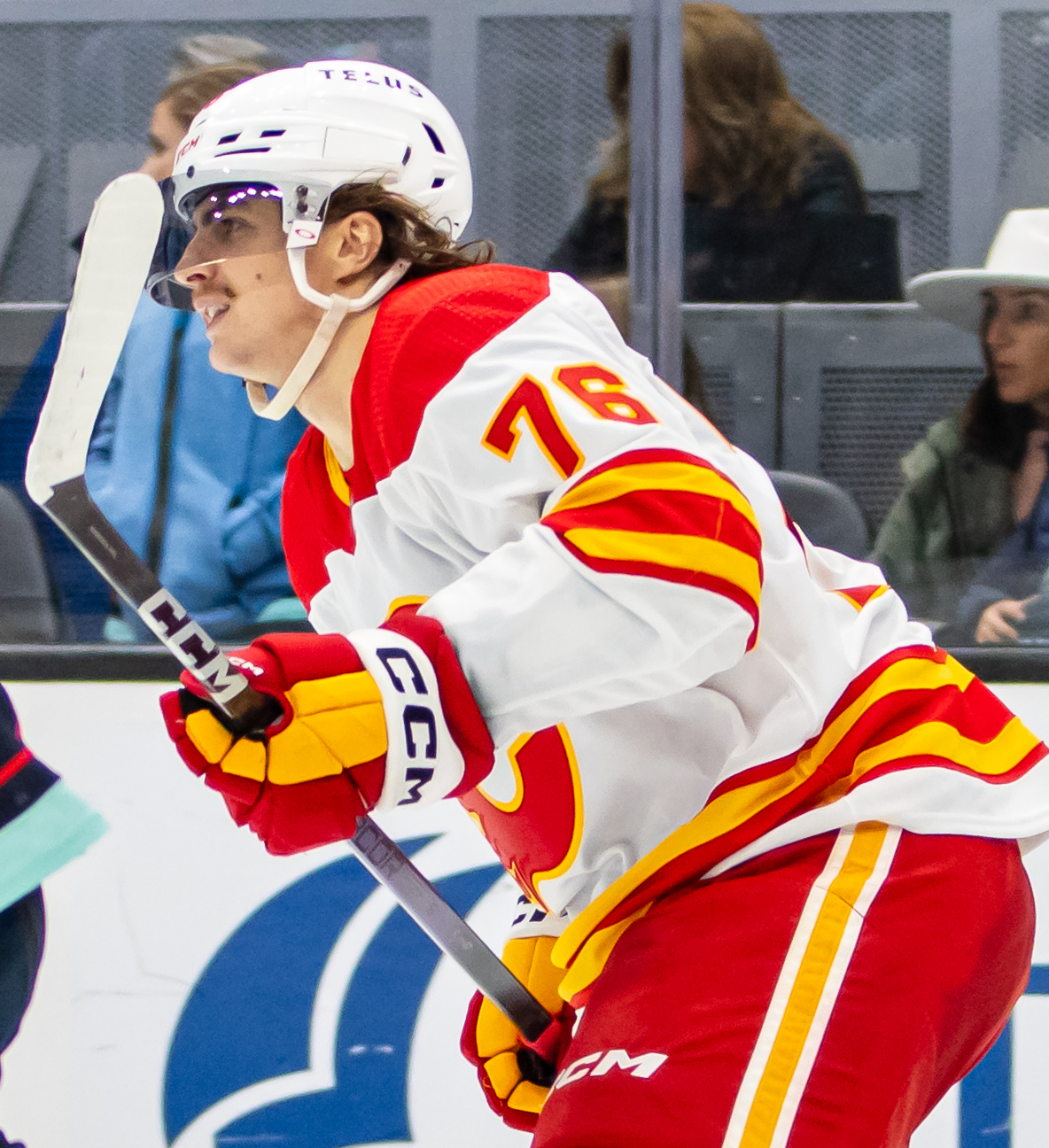
Martin Pospíšil
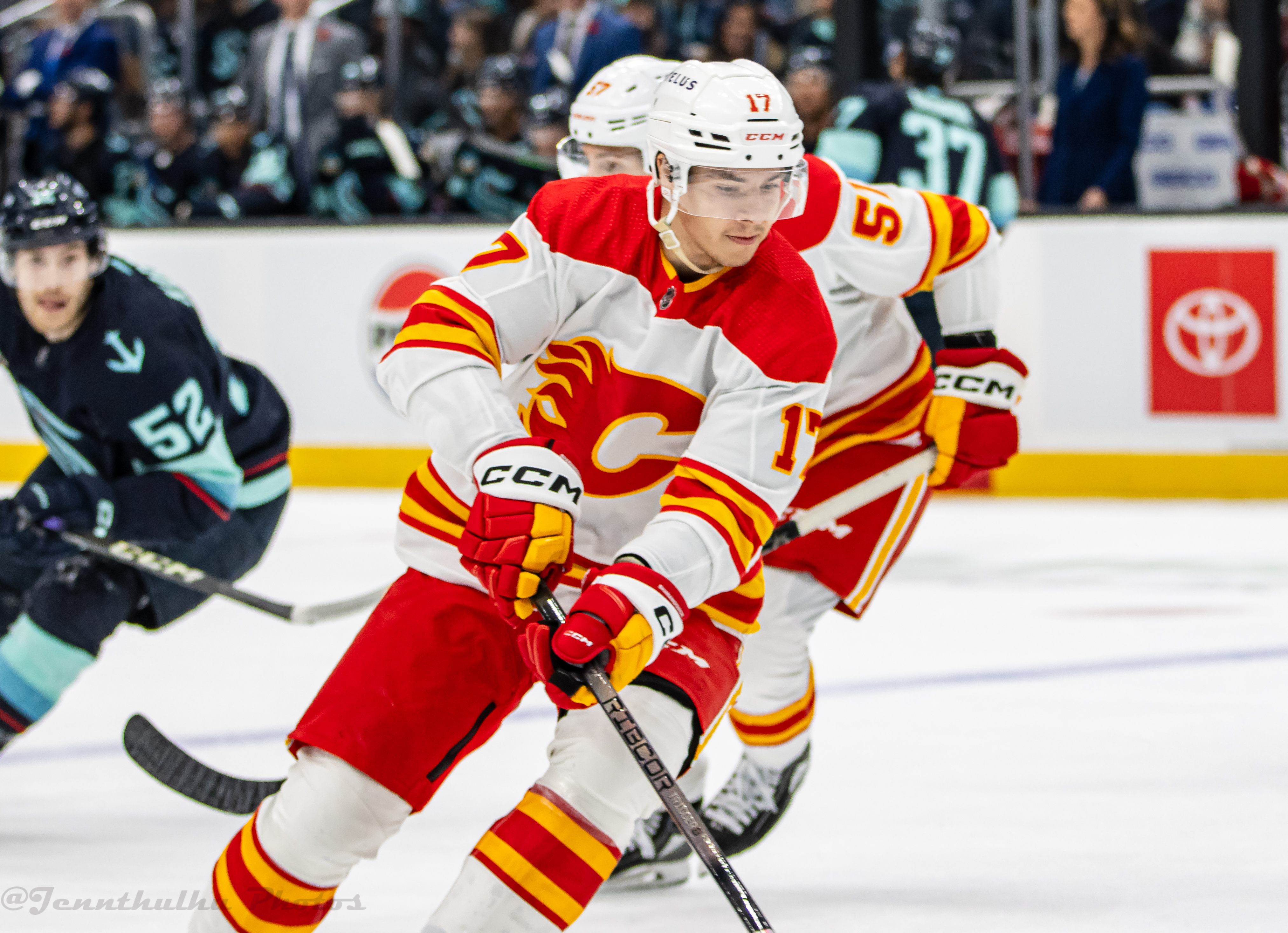
Jahor Sjaranhovitj

## Staben
Uppdaterat: 13 juni 2023
| Yrkestitel                         | Namn |
| ---------------------------------- | --- |
| Ledning                            | |
| Ägare                              | Calgary Sports and Entertainment (N. Murray Edwards, Alvin G. Libin, Allan Markin och Jeffrey J. McCaig) |
| President för ishockeyverksamheten | Don Maloney                                                                                              |
| General manager                    | Craig Conroy                                                                                             |
| Assisterande general manager       | Dave Nonis                                                                                               |
|                                    | Brad Pascall                                                                                             |
|                                    | Chris Snow                                                                                               |
| Lagledning                         | |
| Tränare                            | Ryan Huska                                                                                               |
| Assisterande tränare               | Vakant                                                                                                   |
|                                    | Cail MacLean                                                                                             |
|                                    | Kirk Muller                                                                                              |
| Senior målvaktstränare             | Jordan Sigalet                                                                                           |
| Målvaktstränare                    | Jason LaBarbera                                                                                          |
| Videotränare                       | Jamie Pringle                                                                                            |

## Utmärkelser
För utmärkelser, HoF, GM, tränare och lagkaptener för Atlanta Flames, se Atlanta Flames.

### Pensionerade nummer
Tre spelarnummer har blivit "pensionerade" av organisationen, det vill säga ingen annan spelare kommer någonsin att få använda samma nummer i Calgary Flames. Ytterligare ett nummer har blivit pensionerat av själva ligan.
| - #9 Lanny McDonald, 1981–1989 - #12 Jarome Iginla, 1996–2013 | - #30 Mike Vernon, 1982–1994, 2000–2002 - #99 Wayne Gretzky, (NHL) |

### Hyllade nummer
Två spelarnummer har blivit "hyllade" av organisationen för sina insatser för Calgary Flames.
| - #2 Al MacInnis, 1981–1994 | - #25 Joe Nieuwendyk, 1987–1995 |

### Hall of Famers

#### Spelare
| - Lanny McDonald (Invald 1992) - Spelade i Flames mellan 1981 och 1989. - Joe Mullen (Invald 2000) - Spelade i Flames mellan 1985 och 1990. - Grant Fuhr (Invald 2003) - Spelade i Flames mellan 1999 och 2000. - Al MacInnis (Invald 2007) - Spelade i Flames mellan 1981 och 1994. - Brett Hull (Invald 2009) - Spelade i Flames mellan 1986 och 1988. - Doug Gilmour (Invald 2011) - Spelade i Flames mellan 1988 och 1992. | - Joe Nieuwendyk (Invald 2011) - Spelade i Flames mellan 1986 och 1995. - Phil Housley (Invald 2015) - Spelade i Flames mellan 1994 och 1996 samt 1998 och 2001. - Sergej Makarov (Invald 2016) - Spelade i Flames mellan 1989 och 1993. - Martin St. Louis (Invald 2018) - Spelade i Flames mellan 1998 och 2000. - Jarome Iginla (Invald 2020) - Spelade i Flames mellan 1996 och 2013. |

#### Ledare
| - Bob Johnson (Invald 1992) - Var tränare för Flames mellan 1982 och 1987. - Cliff Fletcher (Invald 2004) - Var general manager för Flames mellan 1980 och 1991. | - Harley Hotchkiss (Invald 2006) - Var delansvarig för flytten av organisationen från Atlanta till Calgary och delägde Flames från 1980 fram tills hans död 2011. - Daryl Seaman (Invald 2010) Postumt - Var delansvarig för flytten av organisationen från Atlanta till Calgary och delägde Flames från 1980 fram tills hans död 2009. |

### Troféer
| Stanley Cup (1) - 1988–1989 Clarence S. Campbell Bowl (3) - 1985–1986, 1988–1989, 2003–2004 Presidents' Trophy (2) - 1987–88, 1988–1989 Art Ross Trophy (1) - Jarome Iginla: 2001–2002 Bill Masterton Memorial Trophy (2) - Lanny McDonald: 1982–1983 - Gary Roberts: 1995–1996 Calder Memorial Trophy (3) - Gary Suter: 1985–1986 - Joe Nieuwendyk: 1987–1988 - Sergej Makarov: 1989–1990 Conn Smythe Trophy (1) - Al MacInnis: 1988–1989 Jack Adams Award (2) - Bob Hartley: 2014–2015 - Darryl Sutter: 2021–2022 James Norris Memorial Trophy (1) - Mark Giordano: 2018–2019 King Clancy Memorial Trophy (3) - Lanny McDonald: 1987–1988 - Joe Nieuwendyk: 1994–1995 - Jarome Iginla: 2003–2004 | Lady Byng Memorial Trophy (3) - Joe Mullen: 1986–1987, 1988–1989 - Jiří Hudler: 2014–2015 - Johnny Gaudreau: 2016–2017 Lester B. Pearson Award (1) - Jarome Iginla: 2001–2002 Mark Messier Leadership Award (2) - Jarome Iginla: 2008–2009 - Mark Giordano: 2019–2020 Maurice "Rocket" Richard Trophy (2) - Jarome Iginla: 2001–2002, 2003–2004 NHL Man of the Year Award (1) - Lanny McDonald: 1988–1989 NHL Foundation Player Award (2) - Jarome Iginla: 2003–2004 - Mark Giordano: 2015-2016 NHL Plus/Minus Award - Brad McCrimmon: 1987–1988 - Joe Mullen: 1988–1989 - Theoren Fleury: 1990–1991 Vézina Trophy (1) - Miikka Kiprusoff: 2005–2006 William M. Jennings Trophy (1) - Miikka Kiprusoff: 2005–2006 |

## General manager
Källa: 
| - Cliff Fletcher, 1980–19911 - Doug Risebrough, 1991–1995 - Al Coates, 1995–2000 - Craig Button, 2000–2003 - Darryl Sutter, 2003–2010 | - Jay Feaster, 2010–2013 - Brian Burke, 2013–2014 - Brad Treliving, 2014–2023 - Don Maloney, 2023 - Craig Conroy, 2023– |

## Tränare
Källa: 
| - Al MacNeil, 1980–1982 - Bob Johnson, 1982–1987 - Terry Crisp, 1987–19901 - Doug Risebrough, 1990–1992 - Guy Charron, 1992 - Dave King, 1992–1995 - Pierre Page, 1995–1997 - Brian Sutter, 1997–2000 - Don Hay, 2000–2001 - Greg Gilbert, 2001–2002 - Al MacNeil, 2002 | - Darryl Sutter, 2002–2006 - Jim Playfair, 2006–2007 - Mike Keenan 2007–2009 - Brent Sutter, 2009–2012 - Bob Hartley, 2013–2016 - Glen Gulutzan, 2016–2018 - Bill Peters, 2018–2019 - Geoff Ward, 2019–2021 - Ryan Huska, 2021 - Darryl Sutter, 2021–2023 - Ryan Huska, 2023– |

## Lagkaptener
Källa: 
| - Brad Marsh, 1980–1981 - Phil Russell, 1981–1983 - Lanny McDonald och Doug Risebrough, 1983–1987 - Lanny McDonald, Doug Risebrough och Jim Peplinski, 1984–1987 - Lanny McDonald och Jim Peplinski, 1987–1988 - Lanny McDonald, Jim Peplinski och Tim Hunter, 1988–19891 - Brad McCrimmon, 1989–1990 - Roterande lagkaptener, 1990–1991 - Joe Nieuwendyk, 1991–1995 | - Theoren Fleury, 1995–1997 - Todd Simpson, 1997–1999 - Steve Smith, 1999–2000 - Steve Smith och Dave Lowry, 2000–2001 - Dave Lowry, Bob Boughner och Craig Conroy, 2001–2002 - Bob Boughner och Craig Conroy, 2002–2003 - Jarome Iginla, 2003–2013 - Mark Giordano, 2013–2021 - Mikael Backlund, 2023– |

1 Vann Stanley Cup med klubben.

## Statistik
För statistik och svenska spelare för Atlanta Flames, se Atlanta Flames.

### Poängledare
Topp tio för mest poäng i klubbens historia. Siffrorna uppdateras efter varje genomförd säsong.

Pos = Position; SM = Spelade matcher; M = Mål; A = Assists; P = Poäng; P/M = Poäng per match * = Fortfarande aktiv i klubben ** = Fortfarande aktiv i NHL

#### Grundserie
Uppdaterat efter 2011-12
| Spelare        | Pos | SM    | M   | A   | P     | P/M  |
| Jarome Iginla  | HF  | 1,218 | 525 | 570 | 1,095 | .89  |
| Theoren Fleury | HF  | 791   | 364 | 466 | 830   | 1.05 |
| Al MacInnis    | B   | 803   | 213 | 609 | 822   | 1.02 |
| Joe Nieuwendyk | C   | 577   | 314 | 302 | 616   | 1.07 |
| Gary Suter     | B   | 617   | 128 | 437 | 565   | .92  |
| Kent Nilsson   | C   | 425   | 229 | 333 | 562   | 1.32 |
| Guy Chouinard  | C   | 514   | 193 | 336 | 529   | 1.03 |
| Gary Roberts   | VF  | 585   | 257 | 248 | 505   | .86  |
| Håkan Loob     | C   | 450   | 193 | 236 | 429   | .95  |
| Paul Reinhart  | B   | 438   | 100 | 298 | 398   | .90  |

#### Slutspel
Uppdaterat efter 2011-12
| Spelare        | Pos | SM | M  | A  | P   | P/M  |
| Al MacInnis    | B   | 95 | 25 | 77 | 102 | 1.07 |
| Paul Reinhart  | B   | 76 | 21 | 51 | 72  | .94  |
| Theoren Fleury | HF  | 59 | 29 | 33 | 62  | 1.05 |
| Joel Otto      | C   | 87 | 23 | 38 | 61  | .70  |
| Joe Nieuwendyk | C   | 66 | 32 | 28 | 60  | .90  |
| Joe Mullen     | HF  | 61 | 35 | 20 | 55  | .90  |
| Håkan Loob     | C   | 73 | 26 | 28 | 54  | .73  |
| Jarome Iginla  | HF  | 54 | 28 | 21 | 49  | .90  |
| Lanny McDonald | HF  | 72 | 24 | 23 | 47  | .65  |
| Jim Peplinski  | VF  | 99 | 15 | 31 | 46  | .46  |

## Svenska spelare
Uppdaterat: 2012-06-23
| Målvakter       | Målvakter  | Målvakter | Målvakter | Målvakter | Målvakter | Målvakter  | Målvakter | Målvakter | Målvakter | Målvakter | Målvakter | Målvakter | Målvakter  | Målvakter | Målvakter | Målvakter | Målvakter | Målvakter   |
| Spelare         | Tröjnummer | Från      | Till      | Matcher¹  | Vinster¹  | Förluster¹ | Övertid¹  | GAA¹      | SVS%¹     | Nollor¹   | Matcher²  | Vinster²  | Förluster² | Övertid²  | GAA²      | SVS%²     | Nollor²   | Stanley Cup |
| --------------- | ---------- | --------- | --------- | --------- | --------- | ---------- | --------- | --------- | --------- | --------- | --------- | --------- | ---------- | --------- | --------- | --------- | --------- | ----------- |
| Jacob Markström | 25         | 2020      |           | 0         | 0         | 0          | -         | 0,00      | .000      | 0         | 0         | 0         | 0          | -         | 0,00      | .000      | 0         | 0-->        |
| Henrik Karlsson | 35, 28     | 2010      | 2012      | 26        | 18        | 5          | 9         | 2,79      | .905      | 0         | 0         | 0         | 0          | 0         | 0,00      | .000      | 0         | 0-->        |
| Eddie Läck      | 31         | 2017      | 2018      | 4         | 1         | 2          | 0         | 5,29      | .813      | 0         | 0         | 0         | 0          | 0         | 0,00      | .000      | 0         | 0-->        |
| Hardy Åström    | 31         | 1979      | 1981      | 79        | 15        | 42         | -         | 3,77      |           |           |           |           |            |           |           |           |           |             |

| Utespelare        | Utespelare | Utespelare | Utespelare | Utespelare | Utespelare | Utespelare | Utespelare | Utespelare | Utespelare | Utespelare | Utespelare | Utespelare | Utespelare | Utespelare | Utespelare | Utespelare  |
| Spelare           | Pos        | Tröjnummer | K/A        | Från       | Till       | Matcher¹   | Mål¹       | Assists¹   | Poäng¹     | PIM¹       | Matcher²   | Mål²       | Assists¹   | Poäng²     | PIM²       | Stanley Cup |
| ----------------- | ---------- | ---------- | ---------- | ---------- | ---------- | ---------- | ---------- | ---------- | ---------- | ---------- | ---------- | ---------- | ---------- | ---------- | ---------- | ----------- |
| Kent Nilsson      | C          | 14         |            | 1980       | 1985       | 345        | 189        | 280        | 469        | 80         | 29         | 4          | 24         | 28         | 6          | 0           |
| Dan Labraaten     | VF         | 21         |            | 1981       | 1982       | 70         | 19         | 19         | 38         | 19         | 8          | 1          | 0          | 1          | 4          | 0           |
| Håkan Loob        | HF         | 12         |            | 1983       | 1989       | 450        | 193        | 236        | 429        | 189        | 73         | 26         | 28         | 49         | 16         | 1           |
| Jonas Bergqvist   | HF         | 18         |            | 1989       | 1990       | 22         | 2          | 5          | 7          | 10         | 0          | 0          | 0          | 0          | 0          | 0           |
| Roger Johansson   | B          | 21         |            | 1989       | 1991       | 73         | 4          | 18         | 22         | 95         | 0          | 0          | 0          | 0          | 0          | 0           |
| Tomas Forslund    | HF         | 27         |            | 1991       | 1993       | 44         | 5          | 11         | 16         | 12         | 0          | 0          | 0          | 0          | 0          | 0           |
| Roger Johansson   | B          | 34         |            | 1992       | 1993       | 77         | 4          | 16         | 20         | 62         | 5          | 0          | 1          | 1          | 2          | 0           |
| Michael Nylander  | C          | 92, 26     |            | 1993 1997  | 1996 1999  | 168        | 34         | 74         | 108        | 54         | 13         | 0          | 6          | 6          | 2          | 0           |
| Tommy Albelin     | B          | 5          | A          | 1996       | 2001       | 342        | 12         | 59         | 71         | 92         | 4          | 0          | 0          | 0          | 0          | 0           |
| Niklas Sundblad   | HF         | 35         |            | 1995       | 1996       | 2          | 0          | 0          | 0          | 0          | 0          | 0          | 0          | 0          | 0          | 0           |
| Jonas Höglund     | HF         | 44         |            | 1996       | 1998       | 118        | 25         | 24         | 49         | 28         | 0          | 0          | 0          | 0          | 0          | 0           |
| Erik Andersson    | HF         | 29         |            | 1997       | 1998       | 12         | 2          | 1          | 3          | 8          | 0          | 0          | 0          | 0          | 0          | 0           |
| Andreas Johansson | VF         | 21         |            | 1999       | 2000       | 28         | 3          | 7          | 10         | 14         | 0          | 0          | 0          | 0          | 0          | 0           |
| Niklas Andersson  | VF         | 25         |            | 2000       | 2001       | 11         | 0          | 1          | 1          | 4          | 0          | 0          | 0          | 0          | 0          | 0           |
| Mathias Johansson | C          | 20         |            | 2002       | 2003       | 46         | 4          | 5          | 9          | 12         | 0          | 0          | 0          | 0          | 0          | 0           |
| Marcus Nilson     | VF         | 26         |            | 2004       | 2008       | 194        | 19         | 23         | 42         | 77         | 34         | 4          | 7          | 11         | 14         | 0           |
| Fredrik Modin     | VF         | 19         |            | 2010       | 2011       | 4          | 0          | 0          | 0          | 0          | 0          | 0          | 0          | 0          | 0          | 0           |
| Kristian Huselius | VF         | 20         |            | 2005       | 2008       | 216        | 74         | 108        | 182        | 102        | 20         | 2          | 10         | 12         | 14         | 0           |
| Anders Eriksson   | B          | 8          |            | 2007       | 2009       | 61         | 1          | 17         | 18         | 36         | 5          | 0          | 1          | 1          | 2          | 0           |
| Mikael Backlund   | C          | 60, 11     | K,A        | 2008       |            | 138        | 15         | 31         | 46         | 40         | 0          | 0          | 0          | 0          | 0          | 0           |
| Oscar Fantenberg  | B          | 3          |            | 2018       | 2019       | 15         | 0          | 1          | 1          | 7          | 0          | 0          | 0          | 0          | 0          | 0           |
| Staffan Kronwall  | B          | 8          |            | 2009       | 2010       | 11         | 1          | 2          | 3          | 2          | 0          | 0          | 0          | 0          | 0          | 0           |
| Fredrik Sjöström  | HF         | 11         |            | 2009       | 2010       | 46         | 1          | 5          | 6          | 8          | 0          | 0          | 0          | 0          | 0          | 0           |
| Joakim Nordström  | C          | 20         |            | 2020       | 2021       | 44         | 1          | 6          | 7          | 6          | 0          | 0          | 0          | 0          | 0          | 0           |
| Calle Järnkrok    | C          | 91         |            | 2021       | 2022       | 17         | 12         | 14         | 26         | 2          | 12         | 1          | 3          | 4          | 0          | 0           |
| Elias Lindholm    | C          | 28         | A          | 2018       | 2024       | 418        | 148        | 209        | 357        | 121        | 27         | 8          | 9          | 17         | 12         | 0           |
| Rasmus Andersson  | B          | 4          | A          | 2016       |            |            |            |            |            |            |            |            |            |            |            |             |
| Oliver Kylington  | B          | 58         |            | 2015       | 2024       | 201        | 17         | 38         | 55         | 52         | 12         | 1          | 2          | 3          | 8          | 0           |
| Erik Gustafsson   | B          | 56         |            | 2019       | 2020       | 7          | 0          | 3          | 3          | 2          | 10         | 0          | 4          | 4          | 2          | 0           |

¹ = Grundserie
² = Slutspel
Övertid = Vunnit matcher som har gått till övertid. | GAA = Insläppta mål i genomsnitt | SVS% = Räddningsprocent | Nollor = Hållit nollan det vill säga att motståndarlaget har ej lyckats göra mål på målvakten under en match. | K/A = Om spelare har varit lagkapten och/eller assisterande lagkapten | PIM = Utvisningsminuter

## Flames draftval
För valda spelare i första draftrundan för Atlanta Flames, se Atlanta Flames.

Källa: 
| År   | Spelare                                       | Pos.                                          | NHL-lag                                                                | NHL-karriär                                   |                                               |
| ---- | --------------------------------------------- | --------------------------------------------- | ---------------------------------------------------------------------- | --------------------------------------------- | --------------------------------------------- |
| 1980 | Denis Cyr                                     | HF                                            | Flames, Blackhawks, Blues                                              | 1980–1986                                     | Vald som nummer 13.                           |
| 1981 | Al MacInnis                                   | B                                             | Flames, Blues                                                          | 1981–2004                                     | Vald som nummer 15.                           |
| 1982 | Flames hade inget draftval i första omgången. | Flames hade inget draftval i första omgången. | Flames hade inget draftval i första omgången.                          | Flames hade inget draftval i första omgången. | Flames hade inget draftval i första omgången. |
| 1983 | Dan Quinn                                     | C                                             | Flames, Penguins, Canucks, Blues, Flyers, North Stars, Senators, Kings | 1983–1997                                     | Vald som nummer 13.                           |
| 1984 | Gary Roberts                                  | VF                                            | Flames, Hurricanes, Maple Leafs, Panthers, Penguins, Lightning         | 1986–2009                                     | Vald som nummer tolv.                         |
| 1985 | Chris Biotti                                  | B                                             | (Spelade aldrig i NHL.)                                                | (Spelade aldrig i NHL.)                       | Vald som nummer 17.                           |
| 1986 | George Pelawa                                 | HF                                            | (Spelade aldrig i NHL.)                                                | (Spelade aldrig i NHL.)                       | Vald som nummer 16.                           |
| 1987 | Bryan Deasley                                 | VF                                            | (Spelade aldrig i NHL.)                                                | (Spelade aldrig i NHL.)                       | Vald som nummer 19.                           |
| 1988 | Jason Muzzatti                                | MV                                            | Flames, Whalers, Rangers, Sharks                                       | 1993–1998                                     | Vald som nummer 21.                           |
| 1989 | Flames hade inget draftval i första omgången. | Flames hade inget draftval i första omgången. | Flames hade inget draftval i första omgången.                          | Flames hade inget draftval i första omgången. | Flames hade inget draftval i första omgången. |
| 1990 | Trevor Kidd                                   | MV                                            | Flames, Hurricanes, Panthers, Maple Leafs                              | 1991–2004                                     | Vald som nummer elva.                         |
| 1991 | Niklas Sundblad                               | HF                                            | Flames                                                                 | 1995–1996                                     | Vald som nummer 19.                           |
| 1992 | Cory Stillman                                 | C                                             | Flames, Blues, Lightning, Hurricanes, Senators, Panthers               | 1994–2011                                     | Vald som nummer sex.                          |
| 1993 | Jesper Mattsson                               | HF                                            | (Spelade aldrig i NHL.)                                                | (Spelade aldrig i NHL.)                       | Vald som nummer 18.                           |
| 1994 | Chris Dingman                                 | VF                                            | Flames, Avalanche, Hurricanes, Lightning                               | 1997–2006                                     | Vald som nummer 19.                           |
| 1995 | Denis Gauthier                                | B                                             | Flames, Coyotes, Flyers, Kings                                         | 1997–2007, 2008–2009                          | Vald som nummer 20.                           |
| 1996 | Derek Morris                                  | B                                             | Flames, Avalanche, Coyotes, Rangers, Bruins                            | 1997–2014                                     | Vald som nummer 13.                           |
| 1997 | Daniel Tkaczuk                                | C                                             | Flames                                                                 | 2001–2002                                     | Vald som nummer sex.                          |
| 1998 | Rico Fata                                     | HF                                            | Flames, Rangers, Penguins, Trashers, Capitals                          | 1998–2006                                     | Vald som nummer sex.                          |
| 1999 | Oleg Saprykin                                 | VF                                            | Flames, Coyotes                                                        | 2002–2006                                     | Vald som nummer elva.                         |
| 2000 | Brent Krahn                                   | MV                                            | Stars                                                                  | 2008–2009                                     | Vald som nummer nio.                          |
| 2001 | Chuck Kobasew                                 | HF                                            | Flames, Bruins, Wild, Avalanche, Penguins                              | 2002–2014                                     | Vald som nummer 14.                           |
| 2002 | Eric Nystrom                                  | VF                                            | Flames, Wild, Stars, Predators                                         | 2005–2016                                     | Vald som nummer tio.                          |
| 2003 | Dion Phaneuf                                  | B                                             | Flames, Maple Leafs, Senators, Kings                                   | 2005–2019                                     | Vald som nummer nio.                          |
| 2004 | Kris Chucko                                   | VF                                            | Flames                                                                 | 2008–2009                                     | Vald som nummer 24.                           |
| 2005 | Matt Pelech                                   | B                                             | Flames, Sharks                                                         | 2008–2009                                     | Vald som nummer 26.                           |
| 2006 | Leland Irving                                 | MV                                            | Flames                                                                 | 2011–2013                                     | Vald som nummer 26.                           |
| 2007 | Mikael Backlund                               | C                                             | Flames                                                                 | 2008–                                         | Vald som nummer 24.                           |
| 2008 | Greg Nemisz                                   | HF                                            | Flames                                                                 | 2010–2012                                     | Vald som nummer 25.                           |
| 2009 | Tim Erixon                                    | B                                             | Rangers, Blue Jackets, Blackhawks, Maple Leafs                         | 2011–2015                                     | Vald som nummer 30.                           |
| 2010 | Flames hade inget draftval i första omgången. | Flames hade inget draftval i första omgången. | Flames hade inget draftval i första omgången.                          | Flames hade inget draftval i första omgången. | Flames hade inget draftval i första omgången. |
| 2011 | Sven Bärtschi                                 | VF                                            | Flames, Canucks, Golden Knights                                        | 2011–2022                                     | Vald som nummer 13.                           |
| 2012 | Mark Jankowski                                | C                                             | Flames, Penguins, Sabres                                               | 2016–                                         | Vald som nummer 21.                           |
| 2013 | Sean Monahan                                  | C                                             | Flames                                                                 | 2013–                                         | Vald som nummer sex.                          |
| 2013 | Émile Poirier                                 | VF                                            | Flames                                                                 | 2015–2016                                     | Vald som nummer 22.                           |
| 2013 | Morgan Klimchuk                               | VF                                            | Flames                                                                 | 2018                                          | Vald som nummer 28.                           |
| 2014 | Sam Bennett                                   | C                                             | Flames, Panthers                                                       | 2015–                                         | Vald som nummer fyra.                         |
| 2015 | Flames hade inget draftval i första omgången. | Flames hade inget draftval i första omgången. | Flames hade inget draftval i första omgången.                          | Flames hade inget draftval i första omgången. | Flames hade inget draftval i första omgången. |
| 2016 | Matthew Tkachuk                               | VF                                            | Flames, Panthers                                                       | 2016–                                         | Vald som nummer sex.                          |
| 2017 | Juuso Välimäki                                | B                                             | Flames, Coyotes                                                        | 2018–                                         | Vald som nummer 16.                           |
| 2018 | Flames hade inget draftval i första omgången. | Flames hade inget draftval i första omgången. | Flames hade inget draftval i första omgången.                          | Flames hade inget draftval i första omgången. | Flames hade inget draftval i första omgången. |
| 2019 | Jakob Pelletier                               | VF                                            | (Har ännu inte spelat i NHL.)                                          | (Har ännu inte spelat i NHL.)                 | Vald som nummer 26.                           |
| 2020 | Connor Zary                                   | C                                             | (Har ännu inte spelat i NHL.)                                          | (Har ännu inte spelat i NHL.)                 | Vald som nummer 24.                           |
| 2021 | Matt Coronato                                 | HF                                            | (Har ännu inte spelat i NHL.)                                          | (Har ännu inte spelat i NHL.)                 | Vald som nummer 13.                           |